# Открытые научные данные
Открытые научные данные — вид открытых данных, представляющий собой результаты научных исследований, доступные для свободного использования и анализа. Концепция открытых научных данных активно обсуждалась с 1950-х годов, однако лишь с развитием Интернета удалось существенно снизить затраты и время, необходимые на публикацию данных и доступ к ним.

## История
Концепция открытого доступа к научным данным была институционализирована при подготовке Международного геофизического года (1957—1958). Международный совет по науке организовал систему центров данных для минимизации риска потери данных и максимизации их доступности. В 1955 году было рекомендовано организовать доступ к этим данным в машинно-читаемой форме.
В 2004 году государства, входящие в ОЭСР, подписали декларацию, в которой заявлена необходимость публичного доступа ко всем архивным данным, полученным за общественный счёт. После обсуждения на уровне организаций, производящих эти данные, в 2007 году были опубликованы «Принципы и рекомендации ОЭСР в отношении результатов общественно-финансируемых исследований» (англ. OECD Principles and Guidelines for Access to Research Data from Public Funding), имеющие статус «мягкого закона».
На конференции Science Commons, посвящённой открытым данным (Вашингтон, 2006), было указано, что защита данных в таких областях, как биотехнология, приводит к возникновению трагедии антиобщин: необходимость получения лицензий от значительного числа их владельцев делает исследования в этих областях экономически невыгодными.
В 2010 году были сформулированы Пантонские принципы, которым должны соответствовать данные для признания их открытыми.